# David Arquette
David James Arquette (n. 8 septembrie 1971) este un actor american, regizor, producător, scenarist, designer de modă și, ocazional, luptător de wrestling. Provine din familia de actori Arquette. A devenit cunoscut pentru rolurile sale din ultima parte a anilor 1990, când a jucat în mai multe filme de Hollywood, înclusiv seria Scream. De atunci a avut mai multe roluri în televiziune, inclusiv în serialul In Case of Emergency difuzat de ABC, jucând rolul lui Jason Ventress. În același timp și-a urmat pasiunea pentru wrestling și a participat chiar la Campionatul Mondial de Wresling, câștigând chiar o centură la categoria grea, care i-a făcut pe comentatori să declare că titlul s-a degradat și e depășit.

## Viața timpurie
S-a născut la Winchester, Virginia, fiul Brendei Olivia, un actor, poet, profesor de teatru și terapeut și al lui Lewis Arquette, tot actor. Bunicul său din partea tatălui este comediantul Cliff Arquette. Mama sa a fost evreică, fiica unor refugiați ai Holocaustului din Polonia, iar tatăl lui s-a convertit la Islam. Frații săi sunt Rosanna, Alexis (născut Robert), Richmond și Patricia Arquette.

## Cariera
A apărut în filme precum Buffy the Vampire Slayer (în rolul Benny) sau Airheads (în rolul Carter). A mai apărut în seriale precum Blossom (din 1992), Beverly Hills, 90210 (din 1992), Friends (din 1996). A jucat alături de Drew Barrymore în filmul Never Been Kissed din 1999, având rolul fratelui mai mare. Succesul la care spera a venit însă odată cu seria Scream unde a interpretat rolul lui Dewey Riley. În timpul filmărilor din 1996 a cunoscut-o pe viitoarea sa soție Courtney Cox. Chiar dacă sunt caractere complet diferite, s-au înțeles bine și s-au căsătorit în 1999. Au apărut împreună în reclama la Coke, iar în același an au înființat compania de producție Coquette.